# Crime et Police
Crime et Police   est une collection de romans policiers éditée chez Ferenczi publiée à partir de 1933.

## Les titres de la collection
1. La Police en alerte par Gustave Gailhard
2. M. Worbe mourra ce soir par René Poupon
3. L'Homme du milieu par Joachim Renez
4. Le Coupeur de têtes par Félix Léonnec
5. Le Crime de la maison bleue par Max-André Dazergues
6. Les 13 cicatrices par Olivier Delmas
7. Le Clou dans le sabot par Paul Maraudy
8. L'Enlèvement de Miss Warlik par Félix Léonnec
9. Qui ? Personne ! par Jean Bonnéry
10. Le Monde de la cambriole par Gustave Gailhard
11. Un drame à la belote par Max-André Dazergues
12. Le Jeton du Cosmopolitan club par Joachim Renez
13. Le Mystère de la nuit par Georges Steff
14. Le Manoir aux pendus par Max-André Dazergues
15. Le Fou des dunes par Olivier Delmas
16. Murder-party par Cappelleni et Dauphiné
17. La Morte du Vintimille-Strasbourg par Noré Brunel
18. Une fillette a disparu par Félix Léonnec
19. Pourquoi cet homme aurait-il tué ? par Julien Lescap
20. Allo... Police-secours ! par Jean Laurent
21. Vision terrifiante par Olivier Delmas
22. L'Assassin assassiné par René Poupon
23. L'Apprenti détective par J. Lermina-Flaudre
24. Deux nuits d'épouvante par Fernand Peyre
25. Qui a tué l'enfant ? par Gustave Gailhard
26. Le Rayon qui tue par Peter Cheyney
27. La Maison du silence par Paul Maraudy
28. La Tête sous le couperet par Joachim Renez
29. Ce n'est pas lui par Marcel Allain
30. Le Secret du professeur Quell par Leslie Charteris
31. L'Acrobate masqué par Félix de Kersaint
32. L'Homme à la mèche blanche par André Mad
33. La Belle Espionne par Félix Léonnec
34. Mains rouges de sang par Max-André Dazergues
35. Les Gangsters de la drogue par Charles M. Pierre-Pain
36. Le Client du N° 16 par Marcel Allain
37. Le Film de la mort par C. Merry
38. Deux Blondes par Marcel Allain
39. Le Drame de la piste VIII par Jean Toussaint-Samat
40. Rivalités de gangsters par George Fronval
41. La Disparue du Caire par Claude Vincelle
42. L'Empreinte sanglante par Marcel Allain
43. La Dernière Enquête de l'inspecteur Ralston par Peter Cheyney
44. À la manière de Thugs par Auguste Lescalier
45. L'Atroce Menace par Marcel Allain
46. La Femme qui tue par Jean Desrouyn
47. Le Mor des ″Trois Pendus″ par Jean Créteuil
48. L'Énigme de l'avenue Junot par Léo Gestelys
49. Vilaine Histoire par Marcel Allain
50. Les Lettres anonymes de Bulle par Wil By
51. Le Maudit par Guy Vander
52. Le Crime truqué par Pierre Monnot
53. Perfidie ! par Marcel Allain
54. La Revanche du bagnard par Gustave Gailhard
55. Le Cercueil vide par Pierre Vaumont
56. L'homme qu'on disait fou par Claude Ascain
57. Lui ou elle ? par Marcel Allain
58. La Tragédie du ″Louxor″ par Leslie Charteris
59. Le Chant des suicidés par Gille Hersay
60. Le Mystère d'Antibes par Claude Valmont
61. Crime d'amour par Marcel Allain
62. Les Traces du vampire par Gustave Gailhard
63. La Chambre 27 par Fernand Peyre
64. Un crime étrange par Félix Léonnec
65. Torture par Marcel Allain
66. Un meurtre sans meurtrier par H. Debure
67. L'Homme de Saint-Louis par Leslie Charteris
68. Les Perles sanglantes par Jean-Marie Le Coudrier
69. Un crime de minuit par Marcel Allain
70. Le Tueur de femmes par Georges Steff
71. La Maffia par Louis Bonzom
72. La Malle sanglante par Pierre Monnot
73. Le Piège à homme par Marcel Allain
74. Le Cambrioleur fantôme par Paul Maraudy
75. Le Diamant de Kingvalley par George Fronval
76. Une étrange affaire par Jean Laurent